# Vasile Tolan
Vasile Tolan (n. 10 martie 1953, Buru, Cluj, România) este un artist român reprezentând desenul, pictura, grafica, obiectul.

## Viața personală
S-a născut în 10 martie 1953 la Buru, jud. Cluj.
A absolvit Institutul de Arte Plastice Ion Andreescu din Cluj-Napoca și Academia de Artă din București.
Doctor în Arte vizuale, Universitatea Națională de Arte, București

## Studii
Între anii 1972-1975: Institutul de Arte Plastice „Ion Andreescu” Cluj-Napoca,iar, între anii 1997-1999, Universitatea Națională de Artă, București 

## Experiență profesională
În 1975-1981 Profesor de desen - Bistrița-Năsăud;
iar apoi, în 1980 artistul devine membru al Uniunii Artiștilor Plastici din România (UAP);
în 1982-1989 artistul lucrează ca designer - Bistrița-Năsăud;
în 1990-1992 artistul devine Consilier Cultural la Inspectoratului pentru Cultura al județului  - ;Bistrița-Năsăud
în 1992-1994 Președintele Filialei interjudețene a Uniunii Artiștilor Plastici- Cluj - Bistrița- Zalau;
în 1992 devine liber profesionist in domeniul artelor plastice;
în 2001 și în prezent cadru universitar la Universitatea Națională de Artă București
între anii 2006-2007 Membru al Conducerii Operative a UAP din România

## Lucrări
Printre lucrările artistului regăsim: deschideri (cuib,orizont), scriituri, regnuri(sacrificiu), relicve, trepte de libertate, geometrie, martori, colaj

## Expoziții personale
1975 - Galeria Institutului de Medicină si Farmacie - Cluj-Napoca (Ro).
1979 - Galeria UAP - Cluj-Napoca (Ro).
1980 - Galeria UAP - Oradea (Ro).
1985 - Galeria de Artă a Editorialului "VATRA" - Tg. Mures (Ro).
1987 - Galeria UAP "Caminul Artei" - București (Ro).
1987 - Galeria Academiei Române - Rome (I).

## Expoziții de grup
1975 - ,,Desenele Tinerilor Artiști", Cluj-Napoca/Galati.
1978, 1982 - ,,Expozitia internationala pentru tineret", Sofia,Bg.
1985 - ,,13 Artiști Români" -Belgrad.

## Premii și medalii
1983-Premiul pentru pictură al UAR-filiala Cluj.
1983-Diploma la Bienala de pictură din Kosice.
1988-Premiul pentru tineret al UAR.
2001-Premiul Național pentru pictură al UAP.
2004-Premiul Muzeului de Artă Chișinău.
2004-Meritul Cultural în grad de Ofițer.
2007-Premiul Ministerului Culturii pentru Grupul 8 art+.
2007-Premiul UAP pentru grupul 8 art+.